# Chloeres boisensis
Chloeres boisensis är en fjärilsart som beskrevs av Holloway 1979. Chloeres boisensis ingår i släktet Chloeres och familjen mätare. Inga underarter finns listade i Catalogue of Life.